# Le Mesnil-Fuguet
Le Mesnil-Fuguet é uma comuna francesa na região administrativa da Normandia, no departamento de Eure. Estende-se por uma área de 3,61 km². Em 2010 a comuna tinha 177 habitantes (densidade: 49 hab./km²).